# فلورنتا ميهاي
فلورنتا ميهاي (بالرومانية: Florența Mihai)‏ مواليد 2 سبتمبر 1955 - الوفاة 14 أكتوبر 2015، كانت لاعبة كرة مضرب رومانية. حققت الوصافة في بطولة فرنسا المفتوحة سنة 1977 مرتين الأولى في فئة الفردي والثانية في فئة الزوجي المختلط

## النهائيات

### الفردي: 1 (0–1)
| الحصيلة | السنة | البطولة        | الأرضية | المنافس        | النتيجة       |
| ------- | ----- | -------------- | ------- | -------------- | ------------- |
| الوصافة | 1977  | فرنسا المفتوحة | ترابية  | ميما ياوشوفيتس | 2–6, 7–6, 1–6 |

### الزوجي المختلط: 1 (0–1)
| الحصيلة | السنة | البطولة        | الأرضية | الشريك       | المنافس               | النتيجة  |
| ------- | ----- | -------------- | ------- | ------------ | --------------------- | -------- |
| الوصافة | 1977  | فرنسا المفتوحة | ترابية  | إيفان مولينا | ماري كاريو جون ماكنرو | 6–7, 3–6 |

## الخط الزمني للفردي
مفتاح
| ف | ن | ن.ن | ر.ن | د# | د.م | ل | أ.أ | ت | غ | ب | ف | ذ | م.خ | ل.ت |

(ف) فاز بالبطولة (ن) وصل النهائي (ن.ن) نصف النهائي (ر.ن) ربع النهائي (د#) الأدوار الأربعة الأولى (د.م) دور المجموعات (ل) شارك في كأس ديفيز (أ.أ) خرج من الأدوار الاولى (ت) خسر التصفيات التأهيلية (غ) غاب عن الحدث أو البطولة (ب) حصل على ميدالية برونزية (ف) حصل على ميدالية فضية (ذ) حصل على ميدالية ذهبية (م.خ) بطولة الماسترز خُفضت إلى مرتبة أقل (ل.ت) البطولة لم تعقد في السنة المعينة.
لتجنب الارتباك وازدواجية الحساب، يتم تحديث هذه المعلومات إما في نهاية البطولة، أو عندما تكون مشاركة اللاعب في البطولة قد انتهت.
| الدورة            | 1975  | 1976  | 1977  | 1977  | 1978  | 1979  | 1980  | 1981  | إجمالي ف/م |
| ----------------- | ----- | ----- | ----- | ----- | ----- | ----- | ----- | ----- | ---------- |
| أستراليا المفتوحة | غ     | غ     | غ     | غ     | غ     | غ     | غ     | غ     | 0 / 0      |
| فرنسا المفتوحة    | د1    | ن.ن   | ن     | ن     | د1    | غ     | غ     | غ     | 0 / 4      |
| بطولة ويمبلدون    | غ     | د1    | د2    | د2    | د1    | غ     | د1    | غ     | 0 / 4      |
| أمريكا المفتوحة   | غ     | د1    | د3    | د3    | غ     | د2    | غ     | غ     | 0 / 3      |
| م.ف               | 0 / 1 | 0 / 3 | 0 / 3 | 0 / 3 | 0 / 2 | 0 / 1 | 0 / 1 | 0 / 0 | 0 / 11     |
| تصنيف نهاية العام | 118   | 47    | 33    | 33    | 101   | 74    | 134   | 131   |            |

- إجمالي ف / م = إجمالي الفوز والمشاركة

## روابط خارجية
- فلورنتا ميهاي على موقع رابطة محترفات التنس (الإنجليزية)
- فلورنتا ميهاي على موقع الاتحاد الدولي لكرة المضرب (الإنجليزية)
- فلورنتا ميهاي على موقع كأس بيلي جين كينغ (الإنجليزية)
- فلورنتا ميهاي على موقع خلاصة التنس.كوم (الإنجليزية)